# Gasan
Gasan – miejscowość w rejonie Abşeron w Azerbejdżanie.